# Eduviges Jagellón
Eduviges Jagellón (en alemán: Hedwig Jagiellonica, en lituano: Jadvyga Jogailaitė, en polaco: Jadwiga Jagiellonka; Poznań, 15 de marzo de 1513-Neuruppin, 7 de febrero de 1573) era miembro de la dinastía Jagellón, y tras casarse con el príncipe elector Joaquín II de Brandeburgo, se convirtió en electora de Brandeburgo.

## Biografía

### Primeros años de vida
Eduviges nació el 15 de marzo de 1513 como la hija mayor del rey polaco Segismundo I Jagellón el Viejo y su primera esposa, la condesa húngara Bárbara de Zápolya, hermana del posterior rey Juan I de Hungría. Su madre, Bárbara, murió en 1515 posiblemente por complicaciones durante el parto de su segunda hija, Ana, que vivió solamente 5 años de edad. Tras la muerte de Bárbara, el rey Segismundo se volvió a casar con la princesa milanesa Bona Sforza y con ella tuvo varios hijos, entre ellos su posterior sucesor y heredero al trono.
Eduviges, como hija mayor del rey y única sobreviviente de su primer matrimonio, recibió atención especial, y si bien creció en la corte con sus medios hermanos, siempre tuvo tutores y nodrizas particulares. La corte polaca la conocía bajo el sobrenombre de la ″reginula″.
La princesa polaca fue descrita por Olaus Magnus, que la conoció en 1528, como una "damisela muy hermosa, sabia [...] más delicada que todas las riquezas que he mencionado, y merecedora de un santuario glorioso". Su mano primero fue pedida por el rey Gustavo I de Suecia, quien estaba decidido a hacerla su primera esposa. En 1526, Johannes Magnus fue enviado a Polonia por el rey sueco para negociar el matrimonio. A pesar de la insistencia, el rey Segismundo no aceptó la petición del rey Gustavo, luego de enterarse de las relaciones tensas entre el monarca sueco y la Iglesia católica (posteriormente la medio hermana de Eduviges, Catalina Jagellón, finalmente fue dada como esposa a Juan III de Suecia, hijo de Gustavo).

### Matrimonio
El 29 de agosto de 1535, Eduviges se casó con Joaquín II de Brandeburgo (1505-1571), príncipe elector de Brandeburgo (1535-1571). La boda se celebró en Cracovia, y el príncipe elector prometió que no haría cambiar de confesión religiosa a su nueva esposa Eduviges, pues la familia real polaca era católica y Joaquín simpatizaba con las ideas de Martín Lutero. En el contrato matrimonial también estaba registrado que ella podía llevar consigo un sacerdote católico y podía ejercer su confesión religiosa libremente.
El matrimonio no fue del agrado de la suegra de Eduviges, Isabel de Dinamarca, una protestante devota, así, los servicios católicos fueron llevados a cabo en una capilla privada. Igualmente, Isabel estaba insatisfecha porque Eduviges no hablaba alemán.
Luego de lastimarse la espalda tras una caída durante una cacería, Eduviges tuvo problemas para caminar los 22 años del resto de su vida. El accidente significó el colapso de su matrimonio, el cual ya estaba en crisis por diferencias de religión e idioma. Eduviges fue reemplazada lentamente por la amante de su esposo, Anna Sydow, a quien Joaquín trató como su esposa y con la que se aparecía en actos públicos abiertamente.
Eduviges murió en Neuruppin el 7 de febrero de 1573, dos años después de su esposo.
Ella es uno de los personajes de la famosa pintura del polaco Jan Matejko, El Tributo Prusiano.

### Hijos
Eduviges y Joaquín tuvieron seis hijos:
- Isabel Magdalena (6 de septiembre de 1537 - 22 de agosto de 1595), esposa de Francisco Otón, duque de Brunswick-Luneburgo.
- Segismundo (2 de diciembre de 1538 - 14 de septiembre de 1566), obispo de Magdeburgo y Halberstadt.
- Eduviges (2 de marzo de 1540 - 21 de octubre de 1602), esposa de Julio, duque de Brunswick-Luneburgo.
- Sofía (14 de diciembre de 1541 - 27 de junio de 1564), esposa del conde Guillermo de Rosenberg.
- Joaquín (1543 - 23 de marzo de 1544)
- Hija de nombre desconocido nacida en 1545.